# The Beast Reawakens
The Beast Reawakens (En español: La bestia despierta. en posteriores ediciones llevó el subtítulo El resurgimiento del fascismo desde los jefes de espionaje de Hitler hasta los grupos neonazis y la derecha actual) es un libro de 1997 del periodista de investigación Martin A. Lee, en el que el autor analiza la estrategia de supervivencia de los fascistas de la vieja guardia y el renacimiento del fascismo desde 1944. Se presta especial atención a las acciones de ODESSA durante la Guerra Fría, las redes fascistas internacionales y las incursiones políticas de la corriente principal de derecha. El libro comienza con una cita de Los siete pilares de la sabiduría (1922) de T. E. Lawrence, un favorito del comando favorito de Hitler, el SS-Standartenführer Otto Skorzeny.

## Recepción
Joshua Rubinstein, al reseñar el libro para The New York Times, lo llamó "un estudio vívido del resurgimiento fascista en toda Europa". Publishers Weekly lo describió como una "investigación convincente e inteligente, que se lee más como un thriller que como una lección de historia".